# 柔佛州旗
柔佛州旗是一面蓝底、左上角红格内有白色的新月与五芒星的旗帜，是马来西亚柔佛州的主权象征之一。

## 象征意义
白色象征柔佛苏丹的主权，围绕着星、月的红色则象征着守护柔佛王室和柔佛政府的勇士，蓝色则象征柔佛王室及柔佛政府，新月与五芒星象征伊斯兰教。

## 变体

### 县旗
柔佛有10个县，每个都有自己的县旗。这些县旗于2015年3月3日推出。
| 县         | 旗 | 颜色        | 备注 |
| ---------- | -- | ----------- | --- |
| 新山县     |    | 红 白 蓝    | 蓝色则象征柔佛政府及柔佛王室和新山县政府。白色新月与五芒星象征伊斯兰教和柔佛苏丹的主权。红色则象征着守护柔佛政府和柔佛王室的勇士。                                                                 |
| 古来县     |    | 红 白 蓝    | 蓝色则象征柔佛政府及柔佛王室和古来县政府。白色新月与五芒星象征伊斯兰教和柔佛苏丹的主权。红色象征守护柔佛政府和柔佛王室的勇士。                                                                     |
| 笨珍县     |    | 红 白 蓝    | 蓝色则象征柔佛政府及柔佛王室和笨珍县政府。白色新月与五芒星象征伊斯兰教和柔佛苏丹的主权。红色则象征着守护柔佛政府和柔佛王室的勇士。                                                                 |
| 峇株巴辖县 |    | 红 白 黑    | 白色新月与五芒星象征伊斯兰教柔佛苏丹的主权。红色则象征着守护柔佛政府和柔佛王室的勇士。 |
| 麻坡县     |    | 红 白 蓝 黄 | 红色部分则象征着守护柔佛政府和柔佛王室的勇士。黄色部分则像征着柔佛王室的颜色。白色新月与五芒星象征伊斯兰教和柔佛苏丹的主权。红色新月与五芒星象征伊斯兰教和守护柔佛政府及柔佛王室及柔佛苏丹的主权。 |
| 东甲县     |    | 红 白 蓝    | 蓝色三角形象征着柔佛最高的山－金山。这座山也是蒂迪旺沙山脈的一部分。红色部分则象征着守护柔佛政府和柔佛王室的勇士。白色新月与五芒星象征伊斯兰教和柔佛苏丹的主权。                                   |
| 昔加末县   |    | 红 白 黄    | 白色则象征着柔佛王室的纯洁。黄色新月和五芒则像征着柔佛王室的颜色和伊斯兰教。红色则象征着守护柔佛政府和柔佛王室的勇士。                                                                             |
| 居銮县     |    | 红 白 蓝    | 蓝色则象征柔佛政府及柔佛王室和居銮县政府。白色新月与五芒星象征伊斯兰教和柔佛苏丹的主权。 |
| 丰盛港县   |    | 红 白 蓝    | 白色部分象征着南中国海。蓝色则象征柔佛政府及柔佛王室和丰盛港。白色新月与五芒星象征伊斯兰教和柔佛苏丹的主权。红色则象征着守护柔佛政府和柔佛王室的勇士。                                             |
| 哥打丁宜县 |    | 红 白 蓝    | 白色部分象征着柔佛河，也就是柔佛苏丹王朝成立的地方。蓝色则象征柔佛政府及柔佛王室和哥打丁宜县政府。白色新月与五芒星象征伊斯兰教和柔佛苏丹的主权。红色则象征着守护柔佛政府和柔佛王室的勇士。         |

即使新邦令金还不是柔佛的一个县，不过新邦令金县议会已有自己的县旗。新山市政厅也有自己的旗帜。
| 镇/市    | 旗 | 颜色        |
| -------- | -- | ----------- |
| 新邦令金 |    | 红 白 蓝 黄 |
| 新山市   |    | 红 白 蓝 黄 |

### 旧州旗
柔佛州旗的历史可追溯至18世纪50年代。1855年至1865年期间的州旗也被现今属于印尼的Trumong采用。
- 直到1855
- 1855–65
- 1865–71